# Chiesa di Santa Maria del Rifugio
La chiesa di Santa Maria del Rifugio è un edifizio adibito al culto cattolico ubicato nel quartiere San Lorenzo in via Tribunali, a Napoli; dista pochi metri dalle chiese di Santa Maria della Pace e di San Tommaso a Capuana.

## Storia

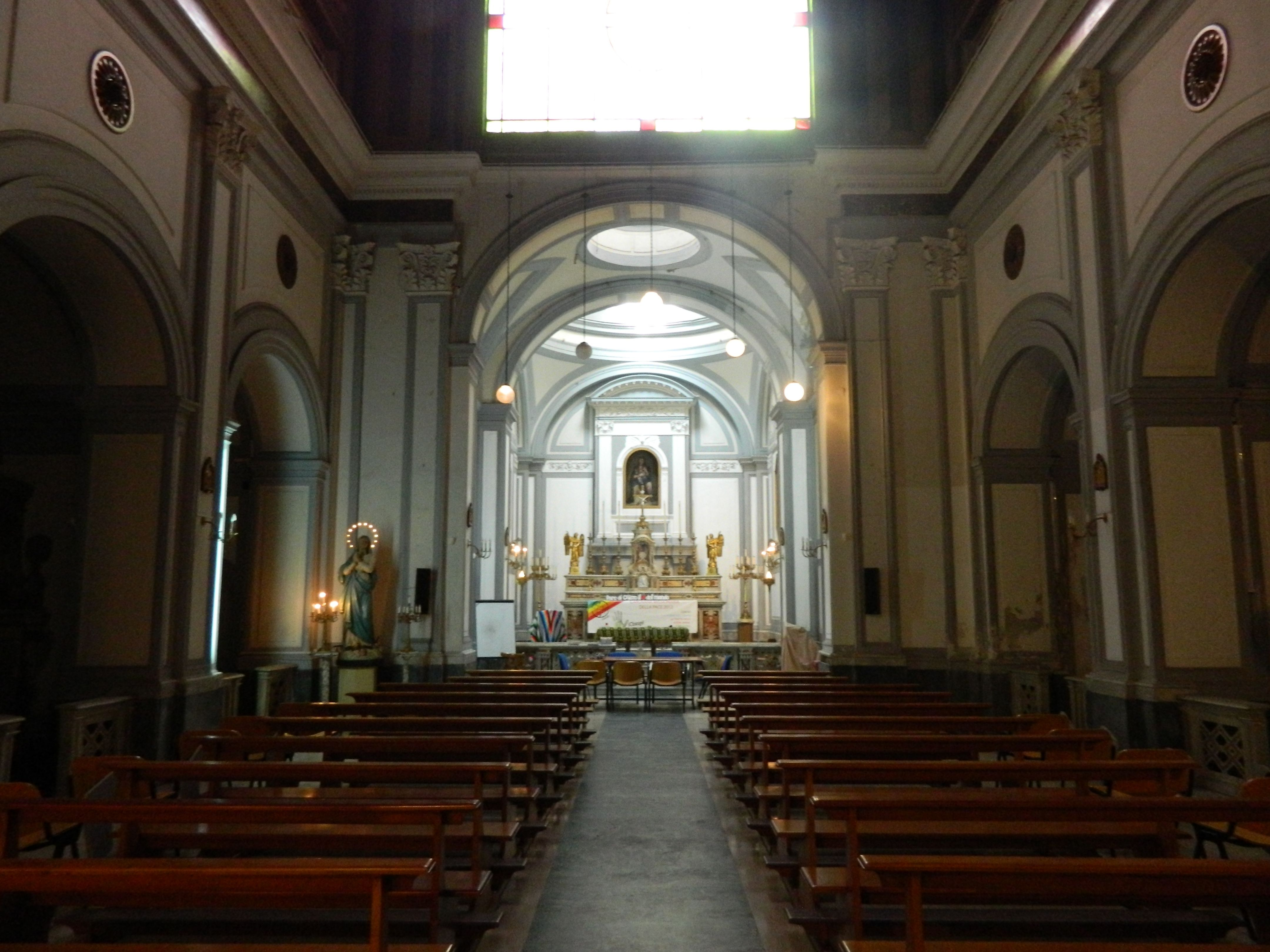
Interno

Il complesso venne eretto nel 1480 come Palazzo degli Orsini, conti di Nola. Nel 1585 il palazzo venne acquistato da Padre Alessandro Boria che decise di trasformare l'edificio civile in sacro con annesso conservatorio per fanciulle. Dell'originale fabbrica è il portale, mentre il tutto venne rifatto dal Cinquecento in poi con aggiunte risalenti ai secoli successivi, come la finestra barocca schiacciata e polilobata che sormonta il portale.
La chiesa presenta un notevole portale rinascimentale del Quattrocento, impostato su un arco trionfale affiancato da semicolonne composite e da eleganti fregi; nell'interno vi sono dipinti che raffigurano angeli. Lo storico luogo di culto era detto anche chiesa dei magistrati napoletani.
La chiesa è stata riaperta nel settembre 2010.